# B in the Mix: The Remixes
B in the Mix: The Remixes är ett remixalbum av den amerikanska sångerskan Britney Spears, utgivet den 22 november 2005. Albumet består av elva remixer av sju av Spears singlar och tre spår från hennes studioalbum In the Zone från 2003. Låtarna remixades av discjockeyer som Peter Rauhofer och Stuart Price. Musiken influerades av olika genrer ur elektronisk musik, såsom ambient och techno. B in the Mix: The Remixes innehöll även en ny låt, "And Then We Kiss".
Kritiker gav albumet blandad kritik. En del kallade B in the Mix: The Remixes en bra samling av remixer, medan andra hävdade att albumet var tänkt som en produkt, och kritikerrosade även vad de uppfattade som svag sång. B in the Mix: The Remixes gick in på listor i Belgien, Japan och Italien. I USA nådde albumet fjärde plats på Billboard Dance/Electronic Albums.

## Bakgrund
Den 28 september 2005 meddelade Jive Records via ett pressmeddelande att Spears skulle ge ut ett remixalbum kallat Remixed. Den 8 november 2005 meddelade Jennifer Vineyard från MTV att albumet bytt namn till B in the Mix: The Remixes, med releasedatumet 22 november 2005. Albumet består av spår från Spears föregående album som blivit remixade av diskjockeyer såsom Peter Rauhofer och Stuart Price. Price hade tidigare remixat "Breathe on Me" från In the Zone för en begränsad bonusdisk från Spears samlingsalbum Greatest Hits: My Prerogative. B in the Mix: The Remixes innehåller även en ny låt, "And Then We Kiss". Låten var först tänkt att vara med på en bonusdisk från dvd:n Britney & Kevin: Chaotic, men kom inte med.B in the Mix: The Remixes har två olika omslag. På den amerikanska versionen är det bara en fjäril på omslaget. På den internationella versionen syns Spears bakom fjärilen.

## Låtlista
| Nr  | Titel                                                       | Kompositör | Remixare                               | Längd |
| --- | ----------------------------------------------------------- | --- | -------------------------------------- | ----- |
| 1.  | Toxic (Peter Rauhofer Reconstruction Mix Edit)              | Cathy Dennis, Christian Karlsson, Pontus Winnberg, Henrik Jonback                                             | Peter Rauhofer                         | 6:46  |
| 2.  | Me Against the Music (Justice Remix med Madonna)            | Britney Spears, Madonna, Christopher Stewart, Penelope Magnet, Thabiso Nikhereanye, Terius Nash, Gary O'Brien | Justice                                | 4:01  |
| 3.  | Touch of My Hand (Bill Hamel Remix)                         | Britney Spears, Jimmy Harry, Bale'wa Muhammad, Shep Solomon                                                   | Bill Hamel, Barry Jamieson             | 5:19  |
| 4.  | Breathe on Me (Jacques Lu Cont's Thin White Duke Mix)       | Stephen Lee, Steven Anderson, Lisa Greene                                                                     | Stuart Price                           | 3:55  |
| 5.  | I'm a Slave 4 U (Dave Audé Slave Driver Mix)                | Chad Hugo, Pharrell Williams                                                                                  | Dave Audé                              | 5:51  |
| 6.  | And Then We Kiss (Junkie XL Remix)                          | Britney Spears, Mark Taylor, Paul Barry                                                                       | Junkie XL                              | 4:27  |
| 7.  | Everytime (Valentin Remix)                                  | Britney Spears, Annette Artani                                                                                | Valentin                               | 3:24  |
| 8.  | Early Mornin' (Jason Nevins Remix)                          | Britney Spears, Moby, Christopher Stewart, Penelope Magnet                                                    | Jason Nevins                           | 3:38  |
| 9.  | Someday (I Will Understand) (Hi-Bias Signature Radio Remix) | Britney Spears                                                                                                | Nick "Fierce" Fiorucci, Taras Harkavyi | 3:46  |
| 10. | ...Baby One More Time (Davidson Ospina 2005 Remix)          | Max Martin | Davidson Ospina                        | 4:37  |
| 11. | Don't Let Me Be the Last to Know (Hex Hector Club Mix Edit) | Robert Lange, Shania Twain, Keith Scott                                                                       | Hex Hector, Dezrok                     | 8:15  |

| 12. | Toxic (Peter Rauhofer Reconstruction Radio Edit)      | Peter Rauhofer             | 4:30 |
| 13. | Touch of My Hand (Bill Hamel Dub)                     | Bill Hamel, Barry Jamieson | 7:17 |
| 14. | I'm a Slave 4 U (Dave Audé Slave Driver Extended Mix) | Dave Audé                  | 7:05 |

## Listplaceringar
| Lista (2006)                          | Högsta position |
| ------------------------------------- | --------------- |
| Belgiska albumlistan                  | 99              |
| Italienska albumlistan                | 59              |
| Japanska albumlistan                  | 25              |
| USA Billboard 200                     | 134             |
| USA Billboard Dance/Electronic Albums | 4               |